# Fernando Mendes
Fernando Mamede Mendes (Seia, 1937. július 15. – Lisszabon, 2016. március 31.)  portugál válogatott labdarúgó, edző.

## Pályafutása

### Játékosként

#### Klubcsapatban
Mendes 1956 és 1968 között a portugál Sporting labdarúgója volt; százhatvanöt bajnoki mérkőzésen egy gólt szerzett, háromszor nyert portugál bajnoki címet, egyszer portugál kupát, valamint egyszer Kupagyőztesek Európa-kupáját. 1969-ben a portugál Atlético csapatától vonult vissza.

#### A válogatottban
1959 és 1965 között 21 alkalommal szerepelt a portugál válogatottban.

### Edzőként
Mendest 1974-ben a Lusitânia edzőjének nevezték ki. Később a Sporting utánpótlásában dolgozott, majd 1980-ban kinevezték a felnőtt csapat élére; a csapattal megnyerte az 1980-as portugál kupát. A Marítimo és a Belenenses vezetőedzőjeként is dolgozott. 1996-ban és 2000-2001 között ismét a Sporting csapatát irányította.

## Sikerei, díjai

### Játékosként
- Sporting CP
  - Portugál bajnok: 1957–58, 1961–62, 1965–66
  - Portugál kupagyőztes: 1962–63
  - Kupagyőztesek Európa-kupája: 1963–64

### Edzőként
- Sporting CP
  - Portugál bajnok: 1979–80